# Douglas Franco
Douglas Franco (Santiago de Cali, 1981) es un entrenador profesional de fútbol sala colombiano. Actualmente se encuentra sin equipo. El último equipo que dirigió fue el Club Deportivo Lyon, equipo de la Liga Colombiana de Fútbol Sala. Profesionalmente es licenciado en Educación física de la Escuela Nacional del Deporte.

## Trayectoria
Desde pequeño mostró su talento por el deporte. En su juventud hizo parte de las divisiones menores del Deportivo Cali, club del cual es hincha. En esta etapa logró ser llamado a los procesos de la Selección Colombia de Fútbol Sub-17. Finalmente terminaría jugando en el Boca Juniors de Cali en la Categoría Primera C, tras lo cual desistiría de su sueño de convertirse en jugador profesional.
Fue en esta etapa que Franco conoció a entrenadores de la talla de Jaime de la Pava, Carlos Arango y Carlos Portela en el Deportivo Cali; Julio Valdivieso y Rodrigo Larrahondo en la Selección de fútbol del Valle del Cauca. En Boca Juniors tuvo como entrenadores a Eduardo Lara y Néstor Otero. De todos estos entrenadores Franco aprendió las bases de dirigir un equipo, sin embargo el entrenador que más influiría en él fue Rusbel Pulido, primer entrenador de Lyon entre 2011 y 2012, quien además fue el que lo introdujo al mundo del fútbol sala.
Llegó a Lyon desde sus inicios en 2010. Primero se desempeñó como entrenador de arqueros, su especialidad, y formó parte del cuerpo técnico campeón de la Liga Argos Futsal 2011 I. En 2013 ascendió a asistente técnico y finalmente desde el año siguiente se convirtió en timonel del equipo, el cual en 2015 saldría subcampeón bajo su mandato.

## Clubes

### Como futbolista
| Club                              | País     | Año |
| --------------------------------- | -------- | --- |
| Deportivo Cali Divisiones Menores | Colombia |     |
| Boca Juniors de Cali              | Colombia |     |

### Como entrenador
| Club                | País     | Año                            |
| ------------------- | -------- | ------------------------------ |
| Club Deportivo Lyon | Colombia | 2014 - 2016 2019 - Actualidad. |

## Palmarés

### Como jugador
| Título                             | Club                              | País                      | Año  |
| ---------------------------------- | --------------------------------- | ------------------------- | ---- |
| Liga de fútbol del Valle del Cauca | Deportivo Cali Divisiones Menores | Colombia- Valle del Cauca | 1995 |